# Harry Melling
Harry Edward Melling (London, 1989. március 13. –) angol színész.
Leginkább a Harry Potter-filmekből ismert, amelyekben Dudley Dursleyt, a címszereplő undok és elkényeztetett unokatestvérét játszotta 2001 és 2010 között. A vezércsel című 2020-as drámasorozatban Harry Beltiket alakította. 
Szerepelt továbbá a Mindig az ördöggel (2020) és a Halványkék szemek (2022) című filmekben is, utóbbiban Edgar Allan Poe költőt formálta meg.
Nagyapja a szintén színész Patrick Troughton volt.

## Filmográfia

### Film
| Év   | Magyar cím                          | Eredeti cím                                   | Szerep                | Magyar hang   |
| ---- | ----------------------------------- | --------------------------------------------- | --------------------- | ------------- |
| 2001 | Harry Potter és a bölcsek köve      | Harry Potter and the Philosopher's Stone      | Dudley Dursley        | Baráth István |
| 2002 | Harry Potter és a Titkok Kamrája    | Harry Potter and the Chamber of Secrets       | Dudley Dursley        | Baráth István |
| 2004 | Harry Potter és az azkabani fogoly  | Harry Potter and the Prisoner of Azkaban      | Dudley Dursley        | Baráth István |
| 2007 | Harry Potter és a Főnix Rendje      | Harry Potter and the Order of the Phoenix     | Dudley Dursley        | Baráth István |
| 2010 | Harry Potter és a Halál ereklyéi 1. | Harry Potter and the Deathly Hallows – Part 1 | Dudley Dursley        | Baráth István |
| 2016 | Z – Az elveszett város              | The Lost City of Z                            | William Barclay       | Fehér Tibor   |
| 2017 | Feszültség                          | The Current War                               | Benjamin Vale         |               |
| 2018 | Buster Scruggs balladája            | The Ballad of Buster Scruggs                  | Harrison              |               |
| 2018 |                                     | The Keeper                                    | Smythe őrmester       |               |
| 2019 | A barbárokra várva                  | Waiting for the Barbarians                    | helyőrségi katona     | Bor László    |
| 2020 | A halhatatlan gárda                 | The Old Guard                                 | Steven Merrick        | Gáspár András |
| 2020 |                                     | Say Your Prayers                              | Tim                   |               |
| 2020 | Mindig az ördöggel                  | The Devil All the Time                        | Roy Laferty           |               |
| 2021 | Macbeth tragédiája                  | The Tragedy of Macbeth                        | Malcolm               |               |
| 2022 |                                     | Please Baby Please                            | Arthur                |               |
| 2022 | Halványkék szemek                   | The Pale Blue Eye                             | Edgar Allan Poe kadét | Tasnádi Bence |

### Televízió
| Év   | Magyar cím            | Eredeti cím            | Szerep          | Megjegyzések           |
| ---- | --------------------- | ---------------------- | --------------- | ---------------------- |
| 2005 | Barátok és krokodilok | Friends and Crocodiles | Oliver fiatalon | tévéfilm               |
| 2010 | Merlin kalandjai      | Merlin                 | Gilli           | 1 epizód               |
| 2010 | Rosszcsont William    | Just William           | Robert Brown    | 4 epizód               |
| 2011 |                       | Garrow's Law           | George Pinnock  | 3 epizód               |
| 2016 | Muskétások            | The Musketeers         | Bastien         | 1 epizód               |
| 2019 | Világok harca         | The War of the Worlds  | Artilleryman    | minisorozat (2 epizód) |
| 2019 | Az Úr sötét anyagai   | His Dark Materials     | Sysselman       | 1 epizód               |
| 2020 | A vezércsel           | The Queen's Gambit     | Harry Beltik    | minisorozat (4 epizód) |

### Videójátékok
| Év   | Cím                            | Szerep                  |
| ---- | ------------------------------ | ----------------------- |
| 2007 | Harry Potter és a Főnix Rendje | Dudley Dursley (hangja) |

## Fordítás
- Ez a szócikk részben vagy egészben  a   Harry Melling (actor) című angol Wikipédia-szócikk fordításán alapul.  Az eredeti cikk szerkesztőit annak laptörténete sorolja fel. Ez a jelzés csupán a megfogalmazás eredetét és a szerzői jogokat jelzi, nem szolgál a cikkben szereplő információk forrásmegjelöléseként.